# Mikael Damberg
Lars Mikael Damberg (ur. 13 października 1971 w Solnie) – szwedzki polityk, działacz Szwedzkiej Socjaldemokratycznej Partii Robotniczej, parlamentarzysta, w latach 2014–2019 minister przedsiębiorczości i innowacji, od 2019 do 2021 minister spraw wewnętrznych, w latach 2021–2022 minister finansów.

## Życiorys
Ukończył w 2000 administrację publiczną na Uniwersytecie w Sztokholmie. Pracował jako doradca polityczny ministra obrony (1995–1997) i lewicowego premiera Görana Perssona (1997–1999). Następnie do 2003 przewodniczył organizacji młodzieżowej socjaldemokratów (SSU). W 2002 po raz pierwszy uzyskał mandat posła do Riksdagu, z powodzeniem ubiegał się o reelekcję w 2006 i w 2010. W 2012 powierzono mu funkcję przewodniczącego frakcji parlamentarnej Szwedzkiej Socjaldemokratycznej Partii Robotniczej.
Po wyborach w 2014, w których został wybrany na kolejną kadencję, w utworzonym przez socjaldemokratów i zielonych mniejszościowym rządzie Stefana Löfvena objął urząd ministra przedsiębiorczości i innowacji. W 2018 i 2022 ponownie z powodzeniem kandydował do Riksdagu.
W styczniu 2019 w drugim gabinecie dotychczasowego premiera został ministrem spraw wewnętrznych. Pozostał na tej funkcji również w utworzonym w lipcu 2021 trzecim gabinecie Stefana Löfvena. W powołanym w listopadzie 2021 rządzie Magdaleny Andersson przeszedł na urząd ministra finansów, sprawował go do października 2022.